# Felicità
Felicità je francouzský hraný film z roku 2020, který režíroval Bruno Merle podle vlastního scénáře. Snímek měl světovou premiéru na filmovém festivalu Rendez-vous du cinéma français v Paříži dne 17. ledna 2020.

## Děj
Tim a Chloe jsou nepředvídatelní rodiče. Žijí nezávazně a bezstarostně ze dne na den. Ovšem léto končí a jejich dcera Tommy půjde poprvé do školy.

## Obsazení
| Pio Marmaï             | Timothée        |
| Rita Merle             | Tommy           |
| Camille Rutherford     | Chloé           |
| Orelsan                | kosmonaut       |
| Bert Haelvoet          | Marco           |
| Adama Niane            | Serge Maillard  |
| Lulubelle Gobron-Amoti | Emilie Maillard |
| Emmanuelle Destremau   | zpěvačka        |

## Ocenění
- César: nominace v kategorii nejslibnější herečka (Camille Rutherford)